# Kup Hrvatske u hokeju na travi za žene 2010.
Kup Hrvatske u hokeju na travi za žene 2010.

## Rezultati

### Četvrtzavršnica
- 1. susreti

- uzvratni susreti

### Poluzavršnica
- 1. susreti

- uzvratni susreti

### Završnica
12. lipnja

Zrinjevac - Mladost 7:1 (.:.)
Osvajačice hrvatskog kupa za 2010. su igračice djevojčadi zagrebačkog Zrinjevca.